# Сан-Саба (Техас)
Сан-Саба (англ. San Saba) — город в США, расположенный в центральной части штата Техас. Город является административным центром одноимённого округа. Население — 3099 человек по данным переписи 2010 года. Город назван в честь реки Сан-Саба, на берегах которой он расположен.

## История

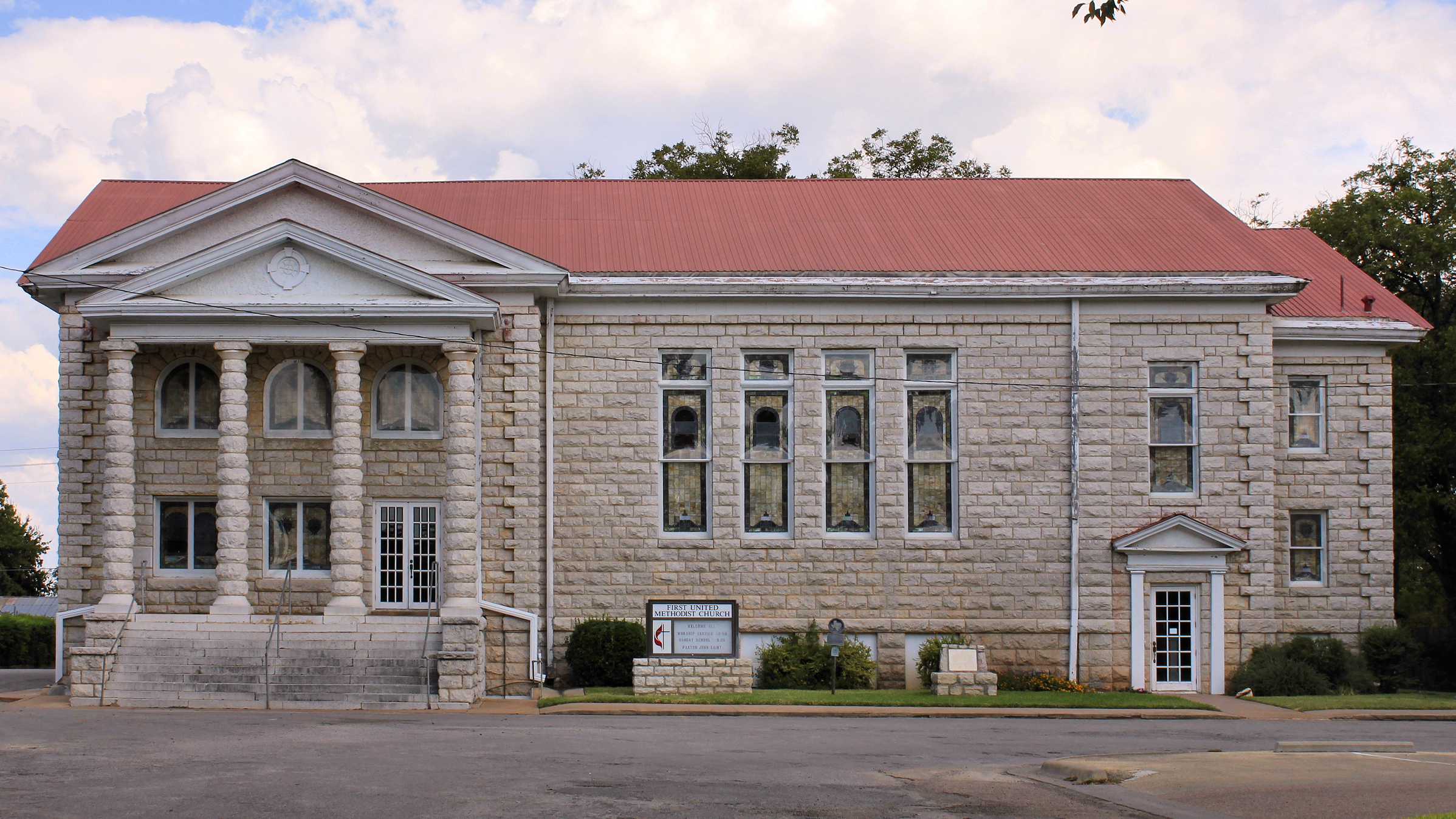
Первая методистская церковь в городе

Город был основан в 1854 году, когда на берегах реки стали селиться фермеры и владельцы ранчо. В 1856 году Сан-Саба стал столицей нового округа, в городе появились первая методистская и баптистская церкви. Почта и здание окружного суда были построены в 1857 году. Основными источниками дохода в городе были перегон скота, овцеводство и выращивание хлопка. 
С 1873 года в городе издается окружная газета San Saba County News. Утверждается, что это одна из старейших газет Западного Техаса.
В 1911 году к городу была проведена линия железной дороги.
В 1938 году в городе прошло крупное наводнение, затопившее значительную часть города. Вышедшая из берегов река оставила без дома большое число семей, а предприятия города понесли значительные финансовые потери.
Экономика города до сих пор ориентируется на сельское хозяйство округа. После Второй мировой войны началось выращивание и сбор пшеницы, орехов пекана, арахиса, сорго, по прежнему популярно разведение крупного рогатого скота, коз, овец. Город называет себя «столицей орехов пекана».

## География
Координаты Сан-Сабы: 31°11′43″ с. ш. 98°43′30″ з. д..
Согласно данным бюро переписи США, площадь города составляет 4,7 квадратных километров.

### Климат
| Показатель                    | Янв.  | Фев.  | Март  | Апр. | Май  | Июнь | Июль | Авг. | Сен. | Окт. | Нояб. | Дек.  | Год   |
| ----------------------------- | ----- | ----- | ----- | ---- | ---- | ---- | ---- | ---- | ---- | ---- | ----- | ----- | ----- |
| Абсолютный максимум, °C       | 35    | 37,8  | 36,7  | 38,9 | 42,8 | 43,3 | 44,4 | 42,8 | 41,1 | 37,8 | 34,4  | 31,1  | 44,4  |
| Средний суточный максимум, °C | 15,4  | 17,1  | 21,8  | 25,8 | 29,2 | 33,2 | 35,4 | 35,3 | 31,7 | 26,6 | 20,8  | 15,9  | 25,7  |
| Средняя температура, °C       | 8,2   | 9,8   | 14,5  | 18,8 | 22,7 | 26,6 | 28,4 | 28,2 | 24,9 | 19,2 | 13,7  | 8,8   | 18,7  |
| Средний суточный минимум, °C  | 0,9   | 2,7   | 7,2   | 11,8 | 16,2 | 20,1 | 21,4 | 21   | 18   | 11,8 | 6,6   | 1,8   | 11,6  |
| Абсолютный минимум, °C        | −17,8 | −15,6 | −11,7 | −5,6 | −1,7 | 7,2  | 12,2 | 7,8  | 1,7  | −5   | −11,7 | −18,3 | −18,3 |
| Норма осадков, мм             | 27    | 45    | 45    | 69   | 97   | 73   | 44   | 55   | 71   | 70   | 52    | 36    | 683   |
| Источник: weatherbase.com     |       |       |       |      |      |      |      |      |      |      |       |       |       |

## Население

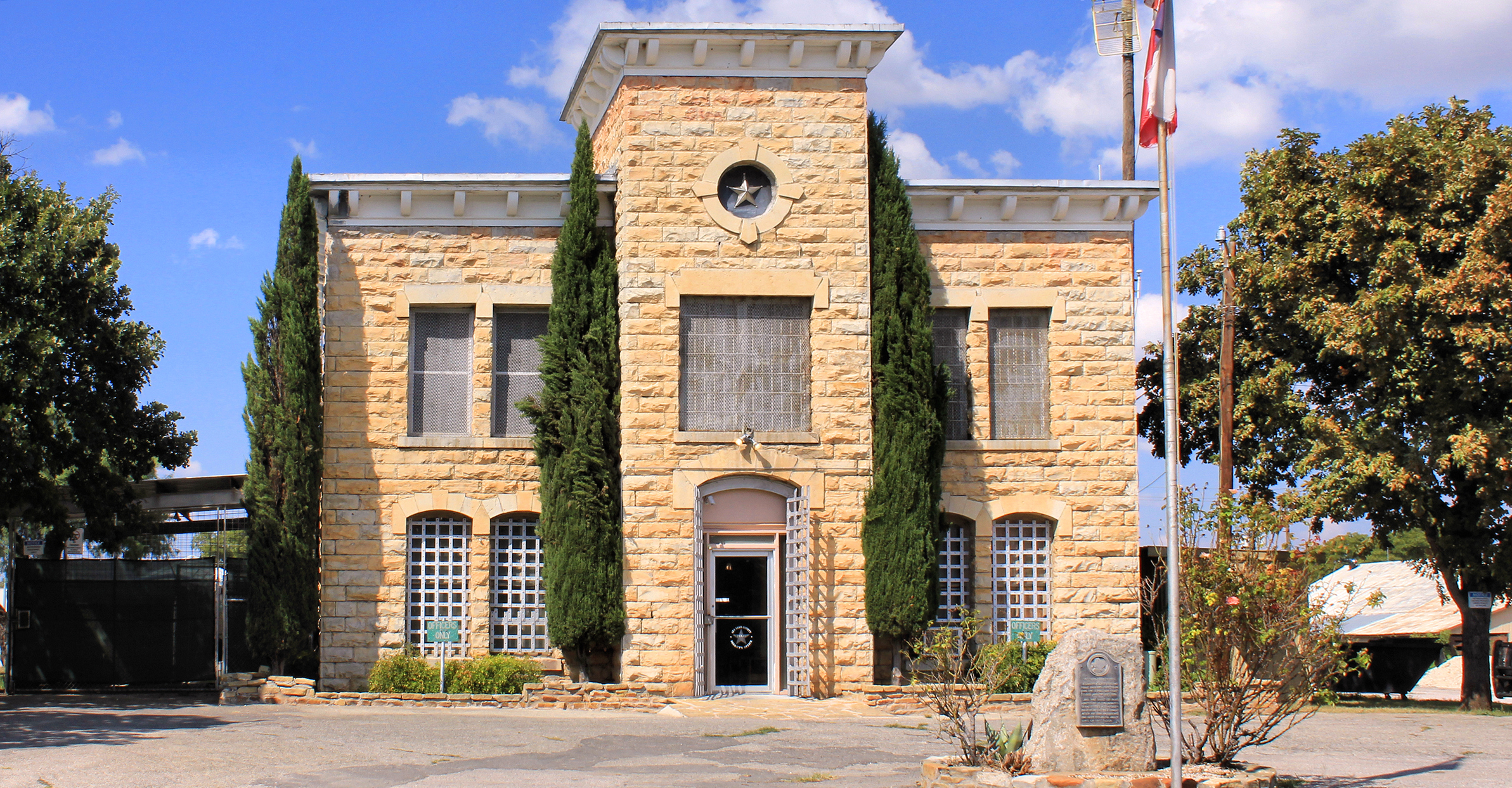
Бывшая тюрьма округа Сан-Саба

Согласно переписи населения 2010 года, в 2010 году в городе проживали 3099 человек, 966 домохозяйств, 655 семей. Расовый состав города: 77% — белые, 5,6% — чернокожие, 0,8% — коренные жители США, 0,3% — азиаты, 14,8% — другие расы, 1,5% — две и более расы. Число испаноязычных жителей любых рас составило 42,1%.
Из 966 домохозяйств в 30,1% проживают дети младше 18 лет. В 47,2% случаев в домохозяйстве проживают женатые пары, 13,4% — домохозяйства без мужчин, 32,2% — домохозяйства, не составляющие семью. 28,1% домохозяйств представляют собой одиноких людей, 15,3% — одиноких людей старше 65 лет. Средний размер домохозяйства составляет 2,55 человека. Средний размер семьи — 3,11.
24,2% населения города младше 20 лет, 36,3% находятся в возрасте от 20 до 39, 24,4% — от 40 до 64, 15,2% — 65 лет и старше. Средний возраст составляет 31,3 года.
Согласно данным опросов пяти лет с 2010 по 2014 годы, средний доход домохозяйства в Сан-Сабе составляет 43 462 доллара США в год, средний доход семьи — 52 211 долларов. Доход на душу населения в городе составляет 14 554 долларов США, ниже, чем в среднем по стране — 39 997 долларов. Около 13,4% семей и 17,1% населения находятся за чертой бедности. В том числе 25,4% в возрасте до 18 лет и 17% в возрасте 65 и старше.

## Местное управление
Структура органов местного управления выглядит следующим образом:
| Должность                         | Имя                                                                               |
| --------------------------------- | --------------------------------------------------------------------------------- |
| Мэр                               | Кен Джордан                                                                       |
| Члены муниципального совета       | Олета Беренс, Оливер Шон, Чарльз Пилер, Марк Эмтор (заместитель мэра), Боб Уиттен |
| Сити-менеджер                     | Стэн Уийк                                                                         |
| Городской секретарь               | Сабрина Молтсби                                                                   |
| Городской казначей                | Шарлин Линдсей                                                                    |
| Координатор коммунальных платежей | Сьюзи Хименес                                                                     |
| Охрана правопорядка               | Эл Хэмрик                                                                         |
| Экономическое развитие и туризм   | Тони Гуидрос                                                                      |
| Глава отдела общественных работ   | Скотт Глейз                                                                       |
| Глава полиции                     | Дуэйн Шоу                                                                         |

## Образование
Город обслуживается независимым школьным округом Сан-Саба.

## Экономика
В 1874 году в округ прибыл англичанин Эдмунд Райсиен, который сделал работу над улучшением вкуса местных орехов делом своей жизни, основав ореховые сады Западного Техаса на слиянии рек Сан-Саба и Колорадо. Материнское дерево, расположенное в центре сада, использовалось для выведения множества сортов пекана. В своё время заказчиками Райсиена были королева Виктория, Альфред Теннисон и гигант зерновой промышленности Чарльз Уильям Пост. Райсиена считают основоположником ореховой промышленности города, благодаря которой город получил славу «Мировой столицы пекана». В данный момент сады принадлежат семье Милликан.